# Robert Xowie
 (février 2024).
Si vous disposez d'ouvrages ou d'articles de référence ou si vous connaissez des sites web de qualité traitant du thème abordé ici, merci de compléter l'article en donnant les références utiles à sa vérifiabilité et en les liant à la section « Notes et références ».
Robert Wienie Xowie, est un homme politique français, né le 27 août 1962 dans la tribu de Siloam et le district de Wetr à Lifou (Nouvelle-Calédonie). Indépendantiste kanak, il est président de la province des îles Loyauté de la Nouvelle-Calédonie de 1999 à 2004, maire de Lifou de 1995 à 2001 et de 2014 à 2023 et sénateur de Nouvelle-Calédonie depuis 2023.

## Entrée en politique
Enseignant de formation et membre de l'Union calédonienne depuis la fin des années 1970 et donc du Front de libération nationale kanak et socialiste (FLNKS), il est rentré assez tôt en politique et a connu une ascension rapide. Présent sur la liste FLNKS de Richard Kaloï à 27 ans lors des élections provinciales de 1989, il accède à la mairie de Lifou (commune qui comprend l'île du même nom et celle voisine, beaucoup plus petite, de Tiga) en 1995, à moins de 33 ans. 

## Président de la province Îles

### Élections de 1999
Il est choisi comme tête de liste officielle par le FLNKS dans les Îles Loyauté pour les premières élections provinciales organisées à la suite de la mise en application de l'accord de Nouméa, le 9 mai 1999. Il est notamment secondé alors par Richard Kaloï, ancien président de la province de 1989 à 1995, mais a face à lui une autre liste dissidente formée par l'une des composantes du FLNKS, le Parti de libération kanak (Palika), sous le nom d'Union nationale pour l'indépendance (UNI) et emmenée par Charles Washetine, figure montante du parti. 
Mais la division du camp indépendantiste ne s'arrête pas là, puisque sont aussi présentes une liste du Libération kanak socialiste (LKS) du président sortant de la province, Nidoïsh Naisseline, celle de la Fédération des comités de coordination indépendantistes (FCCI) avec à sa tête le prédécesseur de Xowie à la mairie de Lifou, Cono Hamu, celle du petit parti FULK autrefois membre du FLNKS avec pour tête de liste Ernest Une et enfin celle appelée « Indépendance et progrès » soutenue par l’Union syndicale des travailleurs kanaks et des exploités (USTKE) qui a fourni le numéro 1 de cette liste en la personne d'Alphonse Pujapujane. Est également présente la liste anti-indépendantiste du RPCR guidée par le sénateur Simon Loueckhote. 
Malgré ces nombreuses candidatures indépendantistes, la liste de Robert Xowie arrive assez largement en tête, obtenant 6 sièges sur 14 à l'Assemblée de Province (dont 3 élus, y compris Robert Xowie, siégeant également au Congrès de la Nouvelle-Calédonie au sein du groupe FLNKS), et complète sa majorité avec les 2 élus du Palika.

### Annulation du scrutin et nouvelles élections en 2000
Les résultats de ces élections dans les îles Loyauté ont néanmoins rapidement été contestés par les trois autres formations disposant de sièges à l'Assemblée : le LKS, la FCCI et le RPCR (2 sièges chacun). En effet, ceux-ci dénoncent un certain nombre d'irrégularités ayant eu lieu dans le déroulement du scrutin telles que remarquées par la commission de recensement général des votes de la province. 
Tout d'abord, le nombre de votants diffère entre les procès verbaux de certains bureaux de vote et les listes d'émargement. De plus, des incidents relatifs aux procédures de dépouillement ont été mis en avant comme l'absence de feuilles de pointage dans certains bureaux de vote, des procès verbaux incomplets ou au contraire surchargés ou encore des feuilles de dépouillement illisibles ou non signées. Mais surtout, le problème principalement mis en avant par ces forces d'opposition fut les signatures répétées de mêmes électeurs dans plusieurs bureaux de vote, notamment dans celui de Maré 5 où un citoyen a signé 30 fois sur la liste d'émargement. Il s'agissait essentiellement alors d'une conséquence du trop grand nombre de procurations accordées aux Îles Loyauté, dont une grande partie des inscrits vit sur la Grande Terre pour y travailler.
Devant ces irrégularités, une requête pour annuler les élections fut rapidement déposée devant le Conseil d'État par le LKS, soutenu dans sa démarche par la FCCI et le RPCR. L'arrêt rendu par la plus haute juridiction administrative française le 15 mai 2000 leur donne raison et de nouvelles élections sont organisées dans les Îles Loyauté le 25 juin 2000. 
Robert Xowie reforme alors sa liste FLNKS en la remaniant quelque peu (Richard Kaloï est remonté de la 3e à la 2e place notamment) et en y incluant des membres de la liste « Indépendance et Progrès » de 1999 dont son leader Alphonse Pujapujane, présent à la 7e place. Charles Washetine présente quant-à-lui une liste Palika totalement identique à celle qu'il avait menée en 1999. Mais surtout, les trois formations à l'origine de l'annulation du scrutin, le LKS, la FCCI et le RPCR s'unissent dans une liste commune intitulée « Un nouveau défi pour les îles » (UNDPI), emmenée par Nidoïsh Naisseline et avec Simon Loueckhote comme n°2 et Cono Hamu comme numéro 3. 
Finalement, le scrutin du 25 juin 2000 n'entraîne aucun changement par rapport à 1999, que ce soit dans la composition de l'Assemblée de Province où sont reconduits tous les élus de 1999, ou en ce qui concerne les personnes issues de l'Assemblée de Province également désignées comme membres du Congrès. En effet, la liste FLNKS de Xowie et celle « Un nouveau défi pour les îles » de la coalition d'opposition font alors jeux égal avec 6 sièges chacune (les 3 composantes d'UNDPI ayant obtenu séparément chacune 2 élus en 1999, leur union n'a donc pas réussi à améliorer leur représentation), tandis que le Palika retrouve ses deux conseillers qui s'unissent à nouveau aux partisans de Robert Xowie pour l'élire à la présidence et lui assurer une majorité de 8 sièges sur 14.

### Développement du transport maritime
Le passage de Robert Xowie à la tête de la Province des îles Loyauté a été marquée notamment par la mise en service fin 1999 du Betico, navire assurant la liaison entre Nouméa, l'Île des Pins et les Îles Loyauté (qui n'était plus desservie par la mer de manière régulière pour le transport de passager depuis le retrait de la navigation du ferry Président Yeiwéné). Ce navire est alors géré par la société de l'Armement loyaltien, dépendant de la Société de développement des Îles Loyauté (SODIL), bras économique de la Province dirigé par Richard Kaloï. Mais, rapidement, du fait de l'augmentation du nombre de passagers préférant le transport maritime et des problèmes techniques récurrents rencontrés par le Betico, les autorités provinciales envisagent dès 2003 de remplacer ce dernier par un Betico 2 pouvant transporter plus de passagers, allant plus vite et mieux adapté aux conditions météorologiques difficiles que son prédécesseur.

### Difficultés financières
Mais sa présidence fut également marquée par un certain nombre de projets et chantiers hasardeux, coûteux et souvent mal gérés. Tout d'abord, la Province s'est engagée dans la construction d'un foyer des étudiants des Îles à Nouméa, confié à un groupe de promoteurs pour un montant de 550 millions de francs CFP. Mais ce chantier est bientôt suspendu pour manque de mises en concurrence des projets liés à son élaboration. La Province a alors réagi en lançant un appel d'offres dont les conditions toutefois ne correspondaient qu'aux propositions des entreprises déjà sélectionnées auparavant. Finalement, les travaux débutent en juillet 2001, pour une durée initiale de 18 mois, mais les problèmes s'accumulent, dus notamment à la santé financière fragile d'un certain nombre des sous-traitants du projet, l'un d'entre eux se retrouvant bientôt en cessation de paiement. La Province s'est de plus rendu compte par la suite qu'elle n'était que copropriétaire, et non propriétaire unique, du terrain sur lequel le foyer était en cours de construction, occasionnant de nouveaux délais et des frais supplémentaires, tandis que des « squatters » profitaient de la situation en envahissant une partie d'un bâtiment déjà construit. 
Mais le projet le plus critiqué par la chambre des comptes locale fut celui de la construction de l'immeuble de bureaux censé accueillir les services provinciaux installés à Nouméa, chantier engagé afin d'économiser les loyers mensuels versés par la collectivité pour le bâtiment loué jusqu'ici. La chambre des comptes a alors dénoncé le caractère trop ambitieux du projet : l'immeuble comprendrait une surface de 2000 mètres carrés, soit beaucoup plus que les besoins réels des services provinciaux estimés à 700 mètres carrés par la chambre des comptes, pour un investissement de 410 millions de francs pacifique payable sur 15 ans à un taux d'intérêt (négocié par le promoteur) nettement supérieur à ceux généralement pratiqués dans ce genre de chantiers publics (7 % au lieu de 3-4 % habituellement). De plus, les intérêts que devrait verser la Province pendant 15 ans sont alors beaucoup plus élevés que le loyer qu'elle payait jusqu'alors.
Enfin, il hérite d'une affaire remontant aux années 1990 : celle du financement du port de Tadine sur l'île de Maré. La Province avait en effet lancé en 1992 le chantier d'un nouveau port à Maré, confié à l'entreprise Gallo-Menaouer pour une somme estimée à 750 puis 800 millions de francs CFP. Seulement les retards s'accumulent et l'entreprise connaît bientôt des difficultés financières qui poussent la Province à résilier son contrat en décembre 1995 avec l'entrepreneur qui devrait alors verser 350 millions de pénalités à la collectivité. Mais Gallo-Menaouer est placé en redressement judiciaire en janvier 1996, et les responsables provinciaux n'inscrivent pas à temps à la procédure collective le montant qui lui est dû par l'entreprise. Si bien que les différentes juridictions administratives saisies par la suite par la Province pour obtenir tout de même son indemnisation estimeront que celle-ci est désormais éteinte. Ainsi, non seulement la Province n'a rien perçu dans cette affaire, mais de plus Franck Gallo, gérant de la société en question, a réclamé quelque 180 millions de francs pacifique d'indemnités pour ce qu'il estime être une rupture abusive de contrat. 
Tout ceci met alors les Îles Loyauté dans une grave difficulté budgétaire, ce qui la met bientôt en situation délicate quant aux versements des différentes aides sociales qu'elle a mises en place. Ainsi, le 1er octobre 2003, les deux cliniques de Nouméa (clinique Magnin et clinique de la Baie des Citrons) ont suspendu l'accueil des malades bénéficiaires de l'Aide médicale gratuite (AMG) de la Province des îles Loyauté, en raison des nombreux retards de paiement.
À la fin de la mandature en 2004, Robert Xowie et son équipe laissent une dette de 1,5 milliard de Francs CFP (soit environ 12,6 millions d'€), tandis que les difficultés financières de la Province sont telles qu'elle est mise sous tutelle financière de l'État pour le budget 2004.

## Mise en retrait
Robert Xowie s'est petit à petit retiré de tous ses mandats électifs. En 2001, pour éviter le cumul des mandats, il laisse un des élus provinciaux de sa liste UC, Néko Hnepeune, mener la campagne des municipales à Lifou et lui abandonne donc son fauteuil de maire (remporté dans un combat fratricide contre un autre lieutenant de Xowie, son directeur de cabinet Jacques Lalié). Enfin, en 2004, affaibli par l'importante dette contractée par la Province durant son administration, il décide de ne pas se représenter aux provinciales. C'est là aussi Néko Hnepeune qui lui succède. Il n'occupe plus aucun mandat électif, ni à l'Assemblée de Province, ni au conseil municipal de Lifou.

## Retour progressif

### Élections législatives de 2012
Il ne revient sur le devant de la scène que comme candidat unitaire du FLNKS dans la 1re circonscription (Nouméa, île des Pins et Îles Loyauté) pour les élections législatives de 2012. Il a pour candidat suppléant, Louis Mapou, membre du Palika. Au premier tour, il obtient 5 905 voix et 16,8 % des suffrages exprimés, arrivant troisième derrière les deux anti-indépendantistes Gaël Yanno (député sortant) du Rassemblement-UMP (30,96 %) et Sonia Lagarde de Calédonie ensemble (26,76 %), et ne se qualifie donc pas pour le second tour.

### À nouveau maire de Lifou
Pour les municipales de mars 2014, il est choisi pour mener une liste indépendantiste d'ouverture, comprenant, outre l'UC (Néko Hnepeune ayant décidé de ne pas se représenter pour se concentrer sur son mandat provincial, tout en restant présent sur sa liste), le Palika, le LKS, le FDIL de Cono Hamu et l'UC Renouveau de Jacques Lalié. Il fait alors office de favori pour reprendre en main le poste de maire qu'il avait laissé en 2001, ayant pour adversaires principaux la liste travailliste de Louis Kotra Uregei et celle d'union anti-indépendantiste menée par le Calédonie ensemble Jean-Éric Naxué. Il l'emporte dès le premier tour, avec 3 615 voix, 56,56 % des suffrages et 24 élus sur 29. Il redevient ainsi le premier magistrat de Lifou lors de la première séance du conseil municipal de la nouvelle mandature, le 28 mars 2014. Il devient également le président de l'Association des maires de Nouvelle-Calédonie (AMNC), qui réunit traditionnellement les premiers magistrats indépendantistes ou non affiliés. Il est réélu à l'issue des élections de mars 2020.

## Sénateur de Nouvelle-Calédonie
Robert Xowie est élu sénateur face à la secrétaire d’État Sonia Backès au second tour des élections sénatoriales de 2023, ce qui fait de lui le premier indépendantiste néo-calédonien de l'histoire élu au Sénat français. Il adhère au groupe communiste, qui est alors renommé « groupe communiste, républicain, citoyen et écologiste – Kanaky » (CRCE – Kanaky),.